# Tour de Arabia Saudita 2023
La 3.ª edición del Tour de Arabia Saudita fue una carrera de ciclismo en ruta por etapas que se celebró entre el 30 y el 3 de febrero de 2023 en Arabia Saudita.
La carrera formó parte del UCI Asia Tour 2023, calendario ciclístico de los Circuitos Continentales UCI, dentro de la categoría 2.1 y fue ganada por el portugués Ruben Guerreiro del Movistar. Completaron el podio, como segundo y tercer clasificado respectivamente, el italiano Davide Formolo del UAE Emirates y el colombiano Santiago Buitrago del Bahrain Victorious.

## Equipos participantes
Tomaron parte en la carrera 16 equipos: 7 de categoría UCI WorldTeam, 6 de categoría UCI ProTeam, 2 de categoría Continental y selección nacional de Arabia Saudita. Formaron así un pelotón de 111 ciclistas de los que terminaron 102. Los equipos participantes fueron:
| WorldTeams (7)- Astana Qazaqstan Team - Bahrain Victorious - Cofidis - Movistar Team - Team DSM - Team Jayco AlUla - UAE Team Emirates ProTeams (6)- Bingoal WB - Euskaltel-Euskadi - Human Powered Health - Q36.5 Pro Cycling Team - Team Corratec - Uno-X Pro Cycling Team Equipos continentales (2)- Terengganu Polygon Cycling Team - JCL Team Ukyo Equipo nacional- Arabia Saudí |
| |

## Recorrido
El Tour de Arabia Saudita dispuso de cinco etapas para un recorrido total de 830.5 kilómetros.
| Etapa     | Fecha     | Recorrido                | type            | Distancia (km) | Ganador           | Líder             |
| --------- | --------- | ------------------------ | --------------- | -------------- | ----------------- | ----------------- |
| 1.ª etapa | 30 de ene | Al-Ula – Jáibar          | etapa llana     | 180,5          | Dylan Groenewegen | Dylan Groenewegen |
| 2.ª etapa | 31 de ene | Winter Park              | etapa llana     | 184            | Jonathan Milan    | Dylan Groenewegen |
| 3.ª etapa | 1 de feb  | Al-Manshiyah – Abu Rawka | etapa llana     | 159,2          | Søren Wærenskjold | Jonathan Milan    |
| 4.ª etapa | 2 de feb  | Al-Ula – Harrat Rahat    | etapa escarpada | 163,4          | Ruben Guerreiro   | Ruben Guerreiro   |
| 5.ª etapa | 3 de feb  | Al-Ula – Al-Ula          | etapa llana     | 142,9          | Simone Consonni   | Ruben Guerreiro   |

## Desarrollo de la carrera

### 1.ª etapa
| Al-Ula - Jáibar | etapa llana | (180,5 km) |

| \| Clasificación de la etapa \| Clasificación de la etapa \| Clasificación de la etapa \| Clasificación de la etapa \| Clasificación de la etapa \| \| Ciclista \| Ciclista \| Equipo \| Tiempo \| \| \| ------------------------- \| ------------------------- \| ------------------------- \| ------------------------- \| ------------------------- \| \| 1.º \| Dylan Groenewegen \| Team Jayco AlUla \| 4 h 08 min 09 s \| \| \| 2.º \| Dušan Rajović \| Bahrain Victorious \| + 0 s \| \| \| 3.º \| Max Walscheid \| Cofidis \| + 0 s \| \| \| 4.º \| Søren Wærenskjold \| Uno-X Pro Cycling Team \| + 0 s \| \| \| 5.º \| Max Kanter \| Movistar Team \| + 0 s \| \| \| 6.º \| Ivo Oliveira \| UAE Team Emirates \| + 0 s \| \| \| 7.º \| Cees Bol \| Astana Qazaqstan Team \| + 0 s \| \| \| 8.º \| Stian Fredheim \| Uno-X Pro Cycling Team \| + 0 s \| \| \| 9.º \| Marco Tizza \| Bingoal WB \| + 0 s \| \| \| 10.º \| Luka Mezgec \| Team Jayco AlUla \| + 0 s \| \| |                   |                        |                 |
| |                   |                        |                 |
| |                   |                        |                 |
| Clasificación de la etapa |                   |                        |                 |
| Ciclista | Ciclista          | Equipo                 | Tiempo          |
| 1.º | Dylan Groenewegen | Team Jayco AlUla       | 4 h 08 min 09 s |
| 2.º | Dušan Rajović     | Bahrain Victorious     | + 0 s           |
| 3.º | Max Walscheid     | Cofidis                | + 0 s           |
| 4.º | Søren Wærenskjold | Uno-X Pro Cycling Team | + 0 s           |
| 5.º | Max Kanter        | Movistar Team          | + 0 s           |
| 6.º | Ivo Oliveira      | UAE Team Emirates      | + 0 s           |
| 7.º | Cees Bol          | Astana Qazaqstan Team  | + 0 s           |
| 8.º | Stian Fredheim    | Uno-X Pro Cycling Team | + 0 s           |
| 9.º | Marco Tizza       | Bingoal WB             | + 0 s           |
| 10.º | Luka Mezgec       | Team Jayco AlUla       | + 0 s           |

| \| Clasificación general \| Clasificación general \| Clasificación general \| Clasificación general \| Clasificación general \| \| Ciclista \| Ciclista \| Equipo \| Tiempo \| \| \| --------------------- \| --------------------- \| ---------------------- \| --------------------- \| --------------------- \| \| 1.º \| Dylan Groenewegen \| Team Jayco AlUla \| 4 h 07 min 59 s \| \| \| 2.º \| Dušan Rajović \| Bahrain Victorious \| + 4 s \| \| \| 3.º \| Max Walscheid \| Cofidis \| + 6 s \| \| \| 4.º \| Marcus Hansen \| Uno-X Pro Cycling Team \| + 7 s \| \| \| 5.º \| Søren Wærenskjold \| Uno-X Pro Cycling Team \| + 10 s \| \| \| 6.º \| Max Kanter \| Movistar Team \| + 10 s \| \| \| 7.º \| Ivo Oliveira \| UAE Team Emirates \| + 10 s \| \| \| 8.º \| Cees Bol \| Astana Qazaqstan Team \| + 10 s \| \| \| 9.º \| Stian Fredheim \| Uno-X Pro Cycling Team \| + 10 s \| \| \| 10.º \| Marco Tizza \| Bingoal WB \| + 10 s \| \| |                   |                        |                 |
| |                   |                        |                 |
| |                   |                        |                 |
| Clasificación general |                   |                        |                 |
| Ciclista | Ciclista          | Equipo                 | Tiempo          |
| 1.º | Dylan Groenewegen | Team Jayco AlUla       | 4 h 07 min 59 s |
| 2.º | Dušan Rajović     | Bahrain Victorious     | + 4 s           |
| 3.º | Max Walscheid     | Cofidis                | + 6 s           |
| 4.º | Marcus Hansen     | Uno-X Pro Cycling Team | + 7 s           |
| 5.º | Søren Wærenskjold | Uno-X Pro Cycling Team | + 10 s          |
| 6.º | Max Kanter        | Movistar Team          | + 10 s          |
| 7.º | Ivo Oliveira      | UAE Team Emirates      | + 10 s          |
| 8.º | Cees Bol          | Astana Qazaqstan Team  | + 10 s          |
| 9.º | Stian Fredheim    | Uno-X Pro Cycling Team | + 10 s          |
| 10.º | Marco Tizza       | Bingoal WB             | + 10 s          |

### 2.ª etapa
| Winter Park - | etapa llana | (184 km) |

| \| Clasificación de la etapa \| Clasificación de la etapa \| Clasificación de la etapa \| Clasificación de la etapa \| Clasificación de la etapa \| \| Ciclista \| Ciclista \| Equipo \| Tiempo \| \| \| ------------------------- \| ------------------------- \| ------------------------- \| ------------------------- \| ------------------------- \| \| 1.º \| Jonathan Milan \| Bahrain Victorious \| 4 h 53 min 35 s \| \| \| 2.º \| Dylan Groenewegen \| Team Jayco AlUla \| + 0 s \| \| \| 3.º \| Cees Bol \| Astana Qazaqstan Team \| + 0 s \| \| \| 4.º \| Erlend Blikra \| Uno-X Pro Cycling Team \| + 0 s \| \| \| 5.º \| Max Kanter \| Movistar Team \| + 0 s \| \| \| 6.º \| Max Kanter \| Movistar Team \| + 0 s \| \| \| 7.º \| Ryan Gibbons \| UAE Team Emirates \| + 0 s \| \| \| 8.º \| Luka Mezgec \| Team Jayco AlUla \| + 0 s \| \| \| 9.º \| Simone Consonni \| Cofidis \| + 0 s \| \| \| 10.º \| Szymon Sajnok \| Q36.5 Pro Cycling Team \| + 0 s \| \| |                   |                        |                 |
| |                   |                        |                 |
| |                   |                        |                 |
| Clasificación de la etapa |                   |                        |                 |
| Ciclista | Ciclista          | Equipo                 | Tiempo          |
| 1.º | Jonathan Milan    | Bahrain Victorious     | 4 h 53 min 35 s |
| 2.º | Dylan Groenewegen | Team Jayco AlUla       | + 0 s           |
| 3.º | Cees Bol          | Astana Qazaqstan Team  | + 0 s           |
| 4.º | Erlend Blikra     | Uno-X Pro Cycling Team | + 0 s           |
| 5.º | Max Kanter        | Movistar Team          | + 0 s           |
| 6.º | Max Kanter        | Movistar Team          | + 0 s           |
| 7.º | Ryan Gibbons      | UAE Team Emirates      | + 0 s           |
| 8.º | Luka Mezgec       | Team Jayco AlUla       | + 0 s           |
| 9.º | Simone Consonni   | Cofidis                | + 0 s           |
| 10.º | Szymon Sajnok     | Q36.5 Pro Cycling Team | + 0 s           |

| \| Clasificación general \| Clasificación general \| Clasificación general \| Clasificación general \| Clasificación general \| \| Ciclista \| Ciclista \| Equipo \| Tiempo \| \| \| --------------------- \| --------------------- \| ---------------------- \| --------------------- \| --------------------- \| \| 1.º \| Dylan Groenewegen \| Team Jayco AlUla \| 9 h 01 min 28 s \| \| \| 2.º \| Jonathan Milan \| Bahrain Victorious \| + 6 s \| \| \| 3.º \| Max Walscheid \| Cofidis \| + 12 s \| \| \| 4.º \| Cees Bol \| Astana Qazaqstan Team \| + 12 s \| \| \| 5.º \| Max Kanter \| Movistar Team \| + 16 s \| \| \| 6.º \| Ryan Gibbons \| UAE Team Emirates \| + 16 s \| \| \| 7.º \| Erlend Blikra \| Uno-X Pro Cycling Team \| + 16 s \| \| \| 8.º \| Luka Mezgec \| Team Jayco AlUla \| + 19 s \| \| \| 9.º \| Pier-André Côté \| Human Powered Health \| + 19 s \| \| \| 10.º \| Simone Consonni \| Cofidis \| + 19 s \| \| |                   |                        |                 |
| |                   |                        |                 |
| |                   |                        |                 |
| Clasificación general |                   |                        |                 |
| Ciclista | Ciclista          | Equipo                 | Tiempo          |
| 1.º | Dylan Groenewegen | Team Jayco AlUla       | 9 h 01 min 28 s |
| 2.º | Jonathan Milan    | Bahrain Victorious     | + 6 s           |
| 3.º | Max Walscheid     | Cofidis                | + 12 s          |
| 4.º | Cees Bol          | Astana Qazaqstan Team  | + 12 s          |
| 5.º | Max Kanter        | Movistar Team          | + 16 s          |
| 6.º | Ryan Gibbons      | UAE Team Emirates      | + 16 s          |
| 7.º | Erlend Blikra     | Uno-X Pro Cycling Team | + 16 s          |
| 8.º | Luka Mezgec       | Team Jayco AlUla       | + 19 s          |
| 9.º | Pier-André Côté   | Human Powered Health   | + 19 s          |
| 10.º | Simone Consonni   | Cofidis                | + 19 s          |

### 3.ª etapa
| Al-Manshiyah - Abu Rawka | etapa llana | (159,2 km) |

| \| Clasificación de la etapa \| Clasificación de la etapa \| Clasificación de la etapa \| Clasificación de la etapa \| Clasificación de la etapa \| \| Ciclista \| Ciclista \| Equipo \| Tiempo \| \| \| ------------------------- \| ------------------------- \| ------------------------- \| ------------------------- \| ------------------------- \| \| 1.º \| Søren Wærenskjold \| Uno-X Pro Cycling Team \| 4 h 23 min 18 s \| \| \| 2.º \| Jonathan Milan \| Bahrain Victorious \| + 0 s \| \| \| 3.º \| Cees Bol \| Astana Qazaqstan Team \| + 0 s \| \| \| 4.º \| Simone Consonni \| Cofidis \| + 0 s \| \| \| 5.º \| Ruben Guerreiro \| Movistar Team \| + 0 s \| \| \| 6.º \| Felix Großschartner \| UAE Team Emirates \| + 0 s \| \| \| 7.º \| Davide Formolo \| UAE Team Emirates \| + 0 s \| \| \| 8.º \| Alessandro Fedeli \| Q36.5 Pro Cycling Team \| + 0 s \| \| \| 9.º \| Max Kanter \| Movistar Team \| + 0 s \| \| \| 10.º \| Pier-André Côté \| Human Powered Health \| + 0 s \| \| |                     |                        |                 |
| |                     |                        |                 |
| |                     |                        |                 |
| Clasificación de la etapa |                     |                        |                 |
| Ciclista | Ciclista            | Equipo                 | Tiempo          |
| 1.º | Søren Wærenskjold   | Uno-X Pro Cycling Team | 4 h 23 min 18 s |
| 2.º | Jonathan Milan      | Bahrain Victorious     | + 0 s           |
| 3.º | Cees Bol            | Astana Qazaqstan Team  | + 0 s           |
| 4.º | Simone Consonni     | Cofidis                | + 0 s           |
| 5.º | Ruben Guerreiro     | Movistar Team          | + 0 s           |
| 6.º | Felix Großschartner | UAE Team Emirates      | + 0 s           |
| 7.º | Davide Formolo      | UAE Team Emirates      | + 0 s           |
| 8.º | Alessandro Fedeli   | Q36.5 Pro Cycling Team | + 0 s           |
| 9.º | Max Kanter          | Movistar Team          | + 0 s           |
| 10.º | Pier-André Côté     | Human Powered Health   | + 0 s           |

| \| Clasificación general \| Clasificación general \| Clasificación general \| Clasificación general \| Clasificación general \| \| Ciclista \| Ciclista \| Equipo \| Tiempo \| \| \| --------------------- \| ------------------------ \| --------------------- \| --------------------- \| --------------------- \| \| 1.º \| Jonathan Milan \| Bahrain Victorious \| 13 h 24 min 46 s \| \| \| 2.º \| Cees Bol \| Astana Qazaqstan Team \| + 8 s \| \| \| 3.º \| Max Kanter \| Movistar Team \| + 16 s \| \| \| 4.º \| Ruben Guerreiro \| Movistar Team \| + 17 s \| \| \| 5.º \| Felix Großschartner \| UAE Team Emirates \| + 18 s \| \| \| 6.º \| Simone Consonni \| Cofidis \| + 19 s \| \| \| 7.º \| Luka Mezgec \| Team Jayco AlUla \| + 19 s \| \| \| 8.º \| Pier-André Côté \| Human Powered Health \| + 19 s \| \| \| 9.º \| Andoni López de Abetxuko \| Euskaltel-Euskadi \| + 19 s \| \| \| 10.º \| Marco Tizza \| Bingoal WB \| + 19 s \| \| |                          |                       |                  |
| |                          |                       |                  |
| |                          |                       |                  |
| Clasificación general |                          |                       |                  |
| Ciclista | Ciclista                 | Equipo                | Tiempo           |
| 1.º | Jonathan Milan           | Bahrain Victorious    | 13 h 24 min 46 s |
| 2.º | Cees Bol                 | Astana Qazaqstan Team | + 8 s            |
| 3.º | Max Kanter               | Movistar Team         | + 16 s           |
| 4.º | Ruben Guerreiro          | Movistar Team         | + 17 s           |
| 5.º | Felix Großschartner      | UAE Team Emirates     | + 18 s           |
| 6.º | Simone Consonni          | Cofidis               | + 19 s           |
| 7.º | Luka Mezgec              | Team Jayco AlUla      | + 19 s           |
| 8.º | Pier-André Côté          | Human Powered Health  | + 19 s           |
| 9.º | Andoni López de Abetxuko | Euskaltel-Euskadi     | + 19 s           |
| 10.º | Marco Tizza              | Bingoal WB            | + 19 s           |

### 4.ª etapa
| Al-Ula - Harrat Rahat | etapa escarpada | (163,4 km) |

| \| Clasificación de la etapa \| Clasificación de la etapa \| Clasificación de la etapa \| Clasificación de la etapa \| Clasificación de la etapa \| \| Ciclista \| Ciclista \| Equipo \| Tiempo \| \| \| ------------------------- \| ------------------------- \| ------------------------- \| ------------------------- \| ------------------------- \| \| 1.º \| Ruben Guerreiro \| Movistar Team \| 3 h 45 min 01 s \| \| \| 2.º \| Davide Formolo \| UAE Team Emirates \| + 0 s \| \| \| 3.º \| Santiago Buitrago \| Bahrain Victorious \| + 0 s \| \| \| 4.º \| Felix Großschartner \| UAE Team Emirates \| + 4 s \| \| \| 5.º \| William Barta \| Movistar Team \| + 22 s \| \| \| 6.º \| Gregor Mühlberger \| Movistar Team \| + 23 s \| \| \| 7.º \| Axel Mariault \| Cofidis \| + 23 s \| \| \| 8.º \| Xabier Mikel Azparren \| Euskaltel-Euskadi \| + 23 s \| \| \| 9.º \| Luka Mezgec \| Team Jayco AlUla \| + 28 s \| \| \| 10.º \| Simone Consonni \| Cofidis \| + 28 s \| \| |                       |                    |                 |
| |                       |                    |                 |
| |                       |                    |                 |
| Clasificación de la etapa |                       |                    |                 |
| Ciclista | Ciclista              | Equipo             | Tiempo          |
| 1.º | Ruben Guerreiro       | Movistar Team      | 3 h 45 min 01 s |
| 2.º | Davide Formolo        | UAE Team Emirates  | + 0 s           |
| 3.º | Santiago Buitrago     | Bahrain Victorious | + 0 s           |
| 4.º | Felix Großschartner   | UAE Team Emirates  | + 4 s           |
| 5.º | William Barta         | Movistar Team      | + 22 s          |
| 6.º | Gregor Mühlberger     | Movistar Team      | + 23 s          |
| 7.º | Axel Mariault         | Cofidis            | + 23 s          |
| 8.º | Xabier Mikel Azparren | Euskaltel-Euskadi  | + 23 s          |
| 9.º | Luka Mezgec           | Team Jayco AlUla   | + 28 s          |
| 10.º | Simone Consonni       | Cofidis            | + 28 s          |

| \| Clasificación general \| Clasificación general \| Clasificación general \| Clasificación general \| Clasificación general \| \| Ciclista \| Ciclista \| Equipo \| Tiempo \| \| \| --------------------- \| --------------------- \| --------------------- \| --------------------- \| --------------------- \| \| 1.º \| Ruben Guerreiro \| Movistar Team \| 17 h 09 min 51 s \| \| \| 2.º \| Davide Formolo \| UAE Team Emirates \| + 8 s \| \| \| 3.º \| Santiago Buitrago \| Bahrain Victorious \| + 9 s \| \| \| 4.º \| Felix Großschartner \| UAE Team Emirates \| + 18 s \| \| \| 5.º \| Jonathan Milan \| Bahrain Victorious \| + 24 s \| \| \| 6.º \| Cees Bol \| Astana Qazaqstan Team \| + 32 s \| \| \| 7.º \| William Barta \| Movistar Team \| + 37 s \| \| \| 8.º \| Xabier Mikel Azparren \| Euskaltel-Euskadi \| + 38 s \| \| \| 9.º \| Simone Consonni \| Cofidis \| + 43 s \| \| \| 10.º \| Luka Mezgec \| Team Jayco AlUla \| + 43 s \| \| |                       |                       |                  |
| |                       |                       |                  |
| |                       |                       |                  |
| Clasificación general |                       |                       |                  |
| Ciclista | Ciclista              | Equipo                | Tiempo           |
| 1.º | Ruben Guerreiro       | Movistar Team         | 17 h 09 min 51 s |
| 2.º | Davide Formolo        | UAE Team Emirates     | + 8 s            |
| 3.º | Santiago Buitrago     | Bahrain Victorious    | + 9 s            |
| 4.º | Felix Großschartner   | UAE Team Emirates     | + 18 s           |
| 5.º | Jonathan Milan        | Bahrain Victorious    | + 24 s           |
| 6.º | Cees Bol              | Astana Qazaqstan Team | + 32 s           |
| 7.º | William Barta         | Movistar Team         | + 37 s           |
| 8.º | Xabier Mikel Azparren | Euskaltel-Euskadi     | + 38 s           |
| 9.º | Simone Consonni       | Cofidis               | + 43 s           |
| 10.º | Luka Mezgec           | Team Jayco AlUla      | + 43 s           |

### 5.ª etapa
| Al-Ula - Al-Ula | etapa llana | (142,9 km) |

| \| Clasificación de la etapa \| Clasificación de la etapa \| Clasificación de la etapa \| Clasificación de la etapa \| Clasificación de la etapa \| \| Ciclista \| Ciclista \| Equipo \| Tiempo \| \| \| ------------------------- \| ------------------------- \| ------------------------- \| ------------------------- \| ------------------------- \| \| 1.º \| Simone Consonni \| Cofidis \| 4 h 00 min 13 s \| \| \| 2.º \| Matteo Malucelli \| Bingoal WB \| + 0 s \| \| \| 3.º \| Pascal Ackermann \| UAE Team Emirates \| + 0 s \| \| \| 4.º \| Dylan Groenewegen \| Team Jayco AlUla \| + 0 s \| \| \| 5.º \| Max Kanter \| Movistar Team \| + 0 s \| \| \| 6.º \| Cees Bol \| Astana Qazaqstan Team \| + 0 s \| \| \| 7.º \| Juanjo Lobato \| Euskaltel-Euskadi \| + 0 s \| \| \| 8.º \| Marco Tizza \| Bingoal WB \| + 0 s \| \| \| 9.º \| Szymon Sajnok \| Q36.5 Pro Cycling Team \| + 0 s \| \| \| 10.º \| Jonathan Milan \| Bahrain Victorious \| + 0 s \| \| |                   |                        |                 |
| |                   |                        |                 |
| |                   |                        |                 |
| Clasificación de la etapa |                   |                        |                 |
| Ciclista | Ciclista          | Equipo                 | Tiempo          |
| 1.º | Simone Consonni   | Cofidis                | 4 h 00 min 13 s |
| 2.º | Matteo Malucelli  | Bingoal WB             | + 0 s           |
| 3.º | Pascal Ackermann  | UAE Team Emirates      | + 0 s           |
| 4.º | Dylan Groenewegen | Team Jayco AlUla       | + 0 s           |
| 5.º | Max Kanter        | Movistar Team          | + 0 s           |
| 6.º | Cees Bol          | Astana Qazaqstan Team  | + 0 s           |
| 7.º | Juanjo Lobato     | Euskaltel-Euskadi      | + 0 s           |
| 8.º | Marco Tizza       | Bingoal WB             | + 0 s           |
| 9.º | Szymon Sajnok     | Q36.5 Pro Cycling Team | + 0 s           |
| 10.º | Jonathan Milan    | Bahrain Victorious     | + 0 s           |

## Clasificaciones finales
- Las clasificaciones finalizaron de la siguiente forma:[2]

### Clasificación general
| \| Clasificación general \| Clasificación general \| Clasificación general \| Clasificación general \| Clasificación general \| \| Ciclista \| Ciclista \| Equipo \| Tiempo \| \| \| --------------------- \| --------------------- \| --------------------- \| --------------------- \| --------------------- \| \| 1.º \| Ruben Guerreiro \| Movistar Team \| 20 h 20 min 04 s \| \| \| 2.º \| Davide Formolo \| UAE Team Emirates \| + 8 s \| \| \| 3.º \| Santiago Buitrago \| Bahrain Victorious \| + 9 s \| \| \| 4.º \| Felix Großschartner \| UAE Team Emirates \| + 18 s \| \| \| 5.º \| Jonathan Milan \| Bahrain Victorious \| + 24 s \| \| \| 6.º \| Cees Bol \| Astana Qazaqstan Team \| + 32 s \| \| \| 7.º \| Simone Consonni \| Cofidis \| + 33 s \| \| \| 8.º \| William Barta \| Movistar Team \| + 37 s \| \| \| 9.º \| Xabier Mikel Azparren \| Euskaltel-Euskadi \| + 38 s \| \| \| 10.º \| Marco Tizza \| Bingoal WB \| + 43 s \| \| |                       |                       |                  |
| |                       |                       |                  |
| Fuente: ProCyclingStats |                       |                       |                  |
| Clasificación general |                       |                       |                  |
| Ciclista | Ciclista              | Equipo                | Tiempo           |
| 1.º | Ruben Guerreiro       | Movistar Team         | 20 h 20 min 04 s |
| 2.º | Davide Formolo        | UAE Team Emirates     | + 8 s            |
| 3.º | Santiago Buitrago     | Bahrain Victorious    | + 9 s            |
| 4.º | Felix Großschartner   | UAE Team Emirates     | + 18 s           |
| 5.º | Jonathan Milan        | Bahrain Victorious    | + 24 s           |
| 6.º | Cees Bol              | Astana Qazaqstan Team | + 32 s           |
| 7.º | Simone Consonni       | Cofidis               | + 33 s           |
| 8.º | William Barta         | Movistar Team         | + 37 s           |
| 9.º | Xabier Mikel Azparren | Euskaltel-Euskadi     | + 38 s           |
| 10.º | Marco Tizza           | Bingoal WB            | + 43 s           |

### Clasificación de los puntos
| Clasificación por puntos | Clasificación por puntos | Clasificación por puntos | Clasificación por puntos | Clasificación por puntos |
| Ciclista                 | Ciclista                 | Equipo                   | Puntos                   |                          |
| ------------------------ | ------------------------ | ------------------------ | ------------------------ | ------------------------ |
| 1.º                      | Dylan Groenewegen        | Team Jayco AlUla         | 34 pts                   |                          |
| 2.º                      | Jonathan Milan           | Bahrain Victorious       | 28 pts                   |                          |
| 3.º                      | Cees Bol                 | Astana Qazaqstan Team    | 27 pts                   |                          |
| 4.º                      | Simone Consonni          | Cofidis                  | 25 pts                   |                          |
| 5.º                      | Søren Wærenskjold        | Uno-X Pro Cycling Team   | 22 pts                   |                          |
| 6.º                      | Ruben Guerreiro          | Movistar Team            | 21 pts                   |                          |
| 7.º                      | Max Kanter               | Movistar Team            | 20 pts                   |                          |
| 8.º                      | Davide Formolo           | UAE Team Emirates        | 16 pts                   |                          |
| 9.º                      | Max Walscheid            | Cofidis                  | 14 pts                   |                          |
| 10.º                     | Felix Großschartner      | UAE Team Emirates        | 12 pts                   |                          |

### Clasificación de los jóvenes
| Clasificación del mejor joven | Clasificación del mejor joven | Clasificación del mejor joven | Clasificación del mejor joven | Clasificación del mejor joven |
| Ciclista                      | Ciclista                      | Equipo                        | Tiempo                        |                               |
| ----------------------------- | ----------------------------- | ----------------------------- | ----------------------------- | ----------------------------- |
| 1.º                           | Santiago Buitrago             | Bahrain Victorious            | 20 h 20 min 13 s              |                               |
| 2.º                           | Jonathan Milan                | Bahrain Victorious            | + 15 s                        |                               |
| 3.º                           | Xabier Mikel Azparren         | Euskaltel-Euskadi             | + 29 s                        |                               |
| 4.º                           | Jacob Hindsgaul Madsen        | Uno-X Pro Cycling Team        | + 34 s                        |                               |
| 5.º                           | Mark Donovan                  | Q36.5 Pro Cycling Team        | + 34 s                        |                               |
| 6.º                           | Embret Svestad-Bårdseng       | Human Powered Health          | + 39 s                        |                               |
| 7.º                           | Casper van Uden               | Team DSM                      | + 2 min 50 s                  |                               |
| 8.º                           | Axel Mariault                 | Cofidis                       | + 3 min 38 s                  |                               |
| 9.º                           | Filip Maciejuk                | Bahrain Victorious            | + 3 min 52 s                  |                               |
| 10.º                          | Nickolas Zukowsky             | Q36.5 Pro Cycling Team        | + 5 min 04 s                  |                               |

### Clasificación por equipos
| Clasificación por equipos | Clasificación por equipos | Clasificación por equipos | Clasificación por equipos |
| Equipo                    | Equipo                    | Tiempo                    |                           |
| ------------------------- | ------------------------- | ------------------------- | ------------------------- |
| 1.º                       | UAE Team Emirates         | 47 h 51 min 32 s          |                           |
| 2.º                       | Movistar Team             | + 13 s                    |                           |
| 3.º                       | Cofidis                   | + 52 s                    |                           |
| 4.º                       | Bahrain Victorious        | + 1 min 40 s              |                           |
| 5.º                       | Bingoal WB                | + 1 min 55 s              |                           |

## Evolución de las clasificaciones
| Etapa                   |                         | Ganador _         | Clasificación general | Puntos            | Jóvenes           | Equipo            |
| ----------------------- | ----------------------- | ----------------- | --------------------- | ----------------- | ----------------- | ----------------- |
| 1.ª etapa               | etapa llana             | Dylan Groenewegen | Dylan Groenewegen     | Dylan Groenewegen | Marcus Hansen     | Movistar Team     |
| 2.ª etapa               | etapa llana             | Jonathan Milan    | Dylan Groenewegen     | Dylan Groenewegen | Jonathan Milan    | Movistar Team     |
| 3.ª etapa               | etapa llana             | Søren Wærenskjold | Jonathan Milan        | Jonathan Milan    | Jonathan Milan    | Movistar Team     |
| 4.ª etapa               | etapa escarpada         | Ruben Guerreiro   | Ruben Guerreiro       | Jonathan Milan    | Santiago Buitrago | UAE Team Emirates |
| 5.ª etapa               | etapa llana             | Simone Consonni   | Ruben Guerreiro       | Dylan Groenewegen | Santiago Buitrago | UAE Team Emirates |
| Clasificaciones finales | Clasificaciones finales |                   | Ruben Guerreiro       | Dylan Groenewegen | Santiago Buitrago | UAE Team Emirates |

## UCI World Ranking
El Tour de Arabia Saudita otorgó puntos para el UCI World Ranking para corredores de los equipos en las categorías UCI WorldTeam, UCI ProTeam y Continental. Las siguientes tablas son el baremo de puntuación y los diez corredores que obtuvieron más puntos:
| Posición              | 1.º | 2.º | 3.º | 4.º | 5.º | 6.º | 7.º | 8.º | 9.º | 10.º | 11.º | 12.º | 13.º-15.º | 16.º-25.º |
| Clasificación general | 125 | 85  | 70  | 60  | 50  | 40  | 35  | 30  | 25  | 20   | 15   | 10   | 5         | 3         |
| Por etapa             | 14  | 5   | 3   |     |     |     |     |     |     |      |      |      |           |           |
| Líder                 | 3   |     |     |     |     |     |     |     |     |      |      |      |           |           |

| Clasificación |                       |                    |         |       |       |       |
| Posición      | Ciclista              | Equipo             | General | Etapa | Líder | Total |
| ------------- | --------------------- | ------------------ | ------- | ----- | ----- | ----- |
| 1.º           | Ruben Guerreiro       | Movistar           | 125     | 14    | 3     | 142   |
| 2.º           | Davide Formolo        | UAE Emirates       | 85      | 5     | -     | 90    |
| 3.º           | Santiago Buitrago     | Bahrain Victorious | 70      | 3     | -     | 73    |
| 4.º           | Jonathan Milan        | Bahrain Victorious | 50      | 19    | 3     | 72    |
| 5.º           | Felix Großschartner   | UAE Emirates       | 60      | -     | -     | 60    |
| 6.º           | Simone Consonni       | Cofidis            | 35      | 14    | -     | 49    |
| 7.º           | Cees Bol              | Astana Qazaqstan   | 40      | 6     | -     | 46    |
| 8.º           | William Barta         | Movistar           | 30      | -     | -     | 30    |
| 9.º           | Xabier Mikel Azparren | Euskaltel-Euskadi  | 25      | -     | -     | 25    |
| 10.º          | Dylan Groenewegen     | Jayco AlUla        | -       | 19    | 6     | 25    |